# 度会博文
度会 博文（わたらい ひろぶみ、1972年1月26日 - ）は、千葉県船橋市出身の元プロ野球選手（内野手、外野手）。
登録ポジションは内野手だが、投手と捕手以外の全てのポジションを守れるユーティリティープレイヤーとして活躍した。息子が2人おり、そのうち次男は横浜DeNAベイスターズ所属の度会隆輝。

## 経歴

### プロ入り前
八千代松陰高等学校では2年秋の関東大会に出場して初戦は井出竜也が先発の吉田高に勝利したが、準々決勝で5回コールド負け。中央学院大学に進学。大学2年時に頭角を現し始め、首位打者3回、ベストナイン4回、4年秋はMVP、大学通算で打率.475、9本塁打。
1993年、ドラフト3位でヤクルトに入団。明治神宮外苑で草野球をしていたところ、片岡宏雄スカウトの目に留まり入団に至った。

### ヤクルト時代
1996年、1997年と2年続けて二軍で3割以上を打つ活躍を見せていたが、一軍の内野陣が鉄壁で大卒入団ながら四年間一軍未出場だった。
1998年には手薄な内野陣の中、8番三塁で開幕スタメンに抜擢されるなど、レギュラーを奪うかに見えたが、宮本慎也の復帰で1番一塁に回されるなど、スタメン定着には至らなかった。
1999年は一軍では打撃不振で、二軍中心のシーズンとなる。この年は.357で、二軍の首位打者のタイトルを獲得。その後は主に代打として活躍。また守れるポジションが多いため、緊急事態に備えて一軍ベンチに置かれることも多かった。
2001年、読売ジャイアンツとの首位攻防3連戦で2連敗し首位から陥落して迎えた3戦目の8月12日、3対4の1点ビハインドの中、7回1死二、三塁のチャンスで代打で出場すると1塁線を破る起死回生の逆転2点タイムリーを放ち、チームを再び首位へと導いた。試合後のヒーローインタビューでは「ベンチから気を抜かずにいつも一緒に試合に出ているような感じでいます」とコメントを残した。
2006年には高い代打率を残した。また同年は右の代打の切り札であった土橋勝征が引退したため、度会がその任を受け継ぐ形になり、主に左投手相手に起用された。
2008年9月29日、現役引退を発表。神宮球場の最終戦で、同年限りで引退する真中満・小野公誠・河端龍と共に引退セレモニーが行われた。最終打席はレフトフライ。

### 引退後
ヤクルトのコーチを務めた後、球団広報や、球団営業を務める。
2020年には、広報とファームディレクター補佐を兼任した。
2021年は、スカウトを務める。
ヤクルトジュニアチームの監督を務めており、2022年4月に開校を目指していたヤクルトアカデミーの設立準備室の責任者も務め、その後、同アカデミーのヘッドコーチを務めている。

## 家族
博文と同じく野球をプレーする2人の息子がおり、引退セレモニーの始球式はその息子2人がバッテリーを組んで行われた。
長男の基輝は拓殖大紅陵高、中央学院大を経てJPアセット証券に所属。
次男の隆輝は横浜高を経てENEOSに所属し、第93回都市対抗で橋戸賞、打撃賞、若獅子賞を受賞するなど活躍。2023年のNPBドラフトでは1位指名で3球団（横浜DeNAベイスターズ、中日ドラゴンズ、千葉ロッテマリーンズ）が競合、くじ引きによりDeNAが交渉権を獲得、のちに入団をした。

## 詳細情報

### 年度別打撃成績
| 年 度      | 球 団      | 試 合 | 打 席 | 打 数 | 得 点 | 安 打 | 二 塁 打 | 三 塁 打 | 本 塁 打 | 塁 打 | 打 点 | 盗 塁 | 盗 塁 死 | 犠 打 | 犠 飛 | 四 球 | 敬 遠 | 死 球 | 三 振 | 併 殺 打 | 打 率 | 出 塁 率 | 長 打 率 | O P S |
| ---------- | ---------- | ----- | ----- | ----- | ----- | ----- | -------- | -------- | -------- | ----- | ----- | ----- | -------- | ----- | ----- | ----- | ----- | ----- | ----- | -------- | ----- | -------- | -------- | ----- |
| 1998       | ヤクルト   | 85    | 227   | 205   | 26    | 54    | 9        | 0        | 4        | 75    | 12    | 1     | 1        | 8     | 1     | 12    | 2     | 1     | 32    | 4        | .263  | .306     | .366     | .672  |
| 1999       | ヤクルト   | 19    | 41    | 38    | 3     | 8     | 0        | 0        | 0        | 8     | 2     | 0     | 0        | 1     | 0     | 2     | 1     | 0     | 4     | 1        | .211  | .250     | .211     | .461  |
| 2000       | ヤクルト   | 60    | 61    | 53    | 8     | 14    | 2        | 1        | 0        | 18    | 4     | 0     | 0        | 5     | 0     | 3     | 0     | 0     | 10    | 1        | .264  | .304     | .340     | .644  |
| 2001       | ヤクルト   | 53    | 52    | 49    | 11    | 15    | 5        | 0        | 1        | 23    | 8     | 1     | 0        | 3     | 0     | 0     | 0     | 0     | 4     | 0        | .306  | .306     | .469     | .775  |
| 2002       | ヤクルト   | 72    | 89    | 83    | 6     | 18    | 4        | 0        | 2        | 28    | 9     | 0     | 0        | 1     | 0     | 5     | 0     | 0     | 16    | 3        | .217  | .261     | .337     | .598  |
| 2003       | ヤクルト   | 39    | 45    | 40    | 8     | 12    | 3        | 0        | 2        | 21    | 4     | 0     | 1        | 2     | 0     | 3     | 1     | 0     | 8     | 1        | .300  | .349     | .525     | .874  |
| 2004       | ヤクルト   | 56    | 64    | 60    | 1     | 17    | 4        | 0        | 0        | 21    | 11    | 0     | 1        | 0     | 1     | 2     | 0     | 1     | 14    | 1        | .283  | .313     | .350     | .663  |
| 2005       | ヤクルト   | 45    | 64    | 60    | 1     | 7     | 1        | 0        | 0        | 8     | 0     | 0     | 1        | 3     | 0     | 1     | 0     | 0     | 10    | 0        | .117  | .131     | .133     | .264  |
| 2006       | ヤクルト   | 27    | 31    | 28    | 3     | 10    | 2        | 0        | 0        | 12    | 3     | 0     | 0        | 1     | 0     | 2     | 0     | 0     | 4     | 1        | .357  | .400     | .429     | .829  |
| 2007       | ヤクルト   | 68    | 95    | 88    | 9     | 18    | 4        | 0        | 0        | 22    | 8     | 0     | 0        | 6     | 1     | 0     | 0     | 0     | 16    | 1        | .205  | .202     | .250     | .452  |
| 2008       | ヤクルト   | 3     | 3     | 3     | 0     | 0     | 0        | 0        | 0        | 0     | 0     | 0     | 0        | 0     | 0     | 0     | 0     | 0     | 1     | 0        | .000  | .000     | .000     | .000  |
| 通算：11年 | 通算：11年 | 527   | 772   | 707   | 76    | 173   | 34       | 1        | 9        | 236   | 61    | 2     | 4        | 30    | 3     | 30    | 4     | 2     | 119   | 13       | .245  | .276     | .334     | .610  |

### 記録
- 初出場・初先発出場：1998年4月3日、対読売ジャイアンツ1回戦（明治神宮野球場）、8番・三塁手として先発出場
- 初打席・初安打：同上、2回裏に桑田真澄から遊撃内野安打
- 初打点：1998年4月10日、対中日ドラゴンズ1回戦（ナゴヤドーム）、12回表に正津英志から右前適時打
- 初本塁打：1998年4月16日、対阪神タイガース2回戦（阪神甲子園球場）、6回表に竹内昌也から左越2ラン
- 初盗塁：1998年4月22日、対中日ドラゴンズ4回戦（明治神宮野球場）、8回裏に二盗（投手：日笠雅人、捕手：光山英和）

### 背番号
- 47 （1994年 - 2000年）
- 4 （2001年 - 2008年）
- 83 （2009年 - 2012年）

### 登場曲
- 「Let's Groove」Earth, Wind & Fire  - 同曲は息子の隆輝もDeNA入団後に使用している[12]。